# Städtische Turnhalle Rottweil

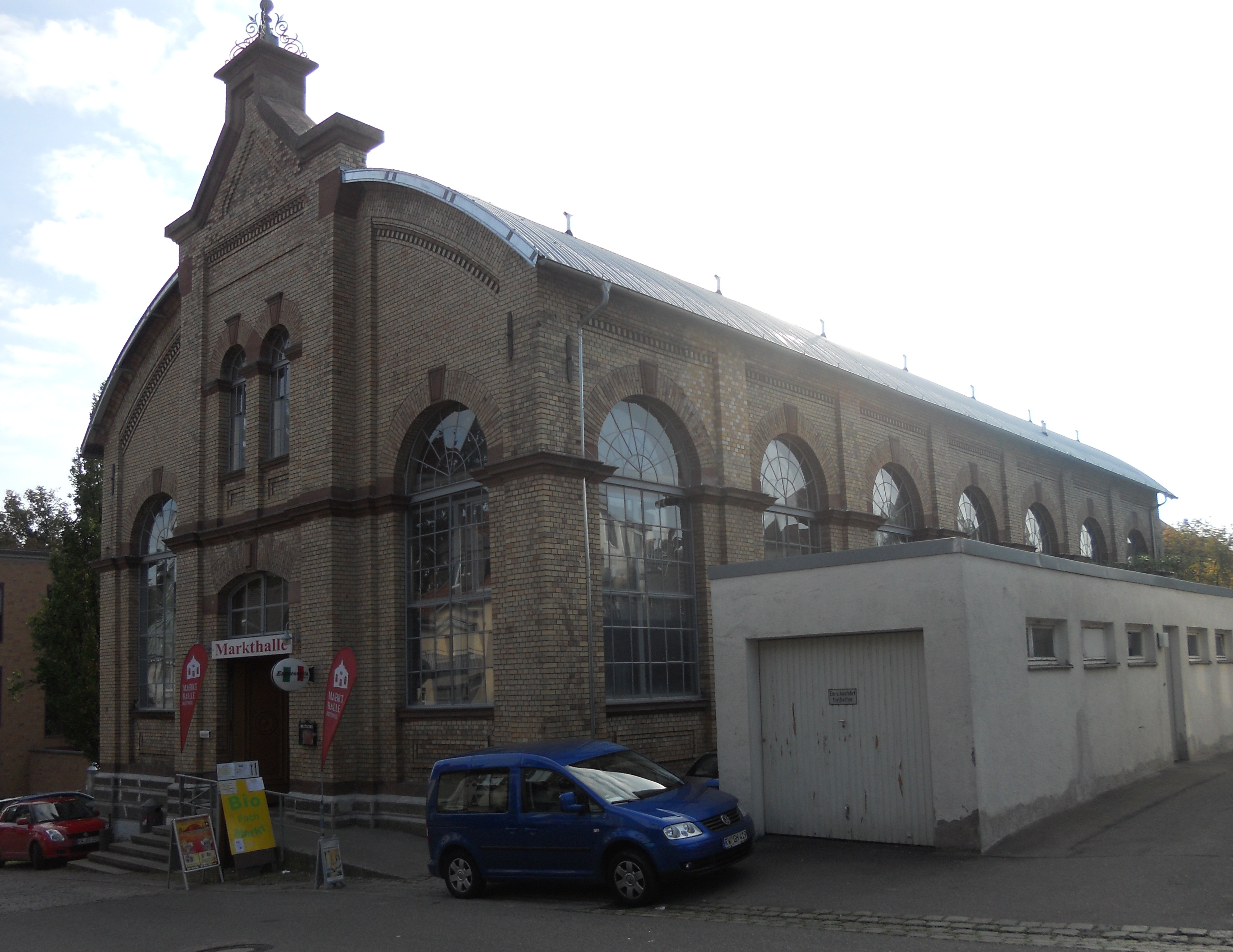
Die frühere Turnhalle Rottweils, heute Markthalle

Die Städtische Turnhalle Rottweil ist eine ehemalige Turnhalle in Rottweil. Ihr Bau wurde am 8. Februar 1889 unter Mitwirkung Max Duttenhofers beschlossen. Mit dem Bau wurde im Sommer 1890 unter der Leitung von Stadtbaumeister Wilhelm Haug begonnen, die Einweihung fand am 12. Mai 1891 statt. Bei der Festrede erklärte Gymnasialdirektor
Eble den Zweck der Turnhalle: sie solle „der geistigen und körperlichen Entwicklung der Jugend und der Vorbereitung derselben zum Waffendienste“ dienen. In der Tat enthielt sie eigene Räume „zum Zwecke militärischer Musterungen“.
Die Turnhalle wurde als Klinkerbau im Stil des Historismus mit rechteckigem Grundriss und Tonnendach erbaut. Diese Bauform brachte ihr den umgangssprachlichen Namen „Möbelwagen“ ein. Das Gebäude gilt, da vergleichbare Bauten zerstört wurden, in Süddeutschland als einzigartig. Vermutlich ist es das erste Gebäude, das in Rottweil über eine Zentralheizung, nämlich eine Niederdampfdruckheizung, verfügte.
Ab 1942 wurde das Gebäude für Vorführungen der Wehrmacht genutzt, die Kriegsgerät, zum Beispiel eine Vierlingsflak und ein Kettenkrad, ausstellte. Allerdings fungierte sie auch als Sammelstelle für Personen, die „in das Gefangenenlager nach Dachau“ (gemeint wohl: das Konzentrationslager Dachau) deportiert wurden.
Nach dem Zweiten Weltkrieg richtete die französische Besatzungsmacht in der Turnhalle ein Gefangenenlager ein, ab April 1948 konnte sie aber wieder für schulische Zwecke sowie für den Vereinssport genutzt werden. 
Am 10. Juni 1951 fand hier ein Boxkampf zwischen Richard Armleder und dem vierfachen deutschen Boxmeister Fritz Bihler aus Stuttgart statt, weitere Boxkämpfe folgten.
1970 wurde die Turnhalle von der Stadt Rottweil an die damalige Deutsche Bundespost verkauft, die auf einem angrenzenden Grundstück ein Hauptpostamt errichtet hatte. Vor dem Hintergrund des Denkmalschutzes wurde das Postgebäude als stilistisch angeglichener Klinkerbau ausgeführt. Im Anschluss traten jedoch massive, gefährdende Setzungen am Gebäude auf. Letztlich wandte sich die Post gegen den Erhalt des Gebäudes und beantragte 1986 eine Abrissgenehmigung, die ihr jedoch versagt blieb. Sowohl das Verwaltungsgericht Freiburg, als auch der Verwaltungsgerichtshof Mannheim (1992) entschieden, dass das Gebäude nicht abgerissen werden dürfe. Noch im selben Jahr veräußerte die Post das Grundstück. 
Seit dem Jahr 2000 wird der mittlerweile sanierte, denkmalgeschützte Bau nun als Markthalle mit 400 Quadratmetern Verkaufsfläche genutzt.